# Alsazia AOC
L'Alsazia AOC o Vino d'Alsazia (in francese: Alsace (AOC) o vin d'Alsace) è un vino francese Appellation d'origine contrôlée (corrispondente al DOC italiano) prodotto nella regione francese dell'Alsazia ed in particolare nei dipartimenti del Basso Reno e dell'Alto Reno.
Esistono solo altre due denominazioni di vino in Alsazia: Alsace Grand Cru e Crémant d'Alsace. La semplice denominazione,  "Alsazia", comprende al suo interno nove nomi di vitigno, come pinot grigio o riesling.

## Denominazioni delle varietà di vitigno
I vini alsaziani con la menzione di un vitigno come denominazione sull'etichetta sono teoricamente fatti al 100% di questa varietà (questi vini sono quindi chiamati mono-vitigni). Queste sono le "denominazioni varietali", considerate dall'INAO come prodotti ad eccezione del Heiligenstein klevener, che ha lo status di nome geografico:
- chasselas o gutedel (fatto con chasselas bianco B o rosato Rs[2]) ;
- gewurztraminer (fatto con gewurztraminer Rs) ;
- moscato (fatto con moscato bianco a piccoli chicchi B, e con moscato rosa a piccoli chicchi Rs, o con moscato ottonel B, la loro miscela viene ammessa) ;
- klevener de Heiligenstein (fatto con savagnin rose Rs, chiamato in Alsazia klevener de Heiligenstein) ;
- pinot-gris (fatto con pinot gris G) ;
- pinot-noir (fatto con pinot noir N) ;
- pinot o klevner (fatto con l'auxerrois B, di pinot bianco B, con Pinot nero N vinificato in bianco o con pinot gris G, la loro miscela viene ammessa) ;
- riesling (fatto con riesling B) ;
- sylvaner (fatto con sylvaner B).